# Río Couffo

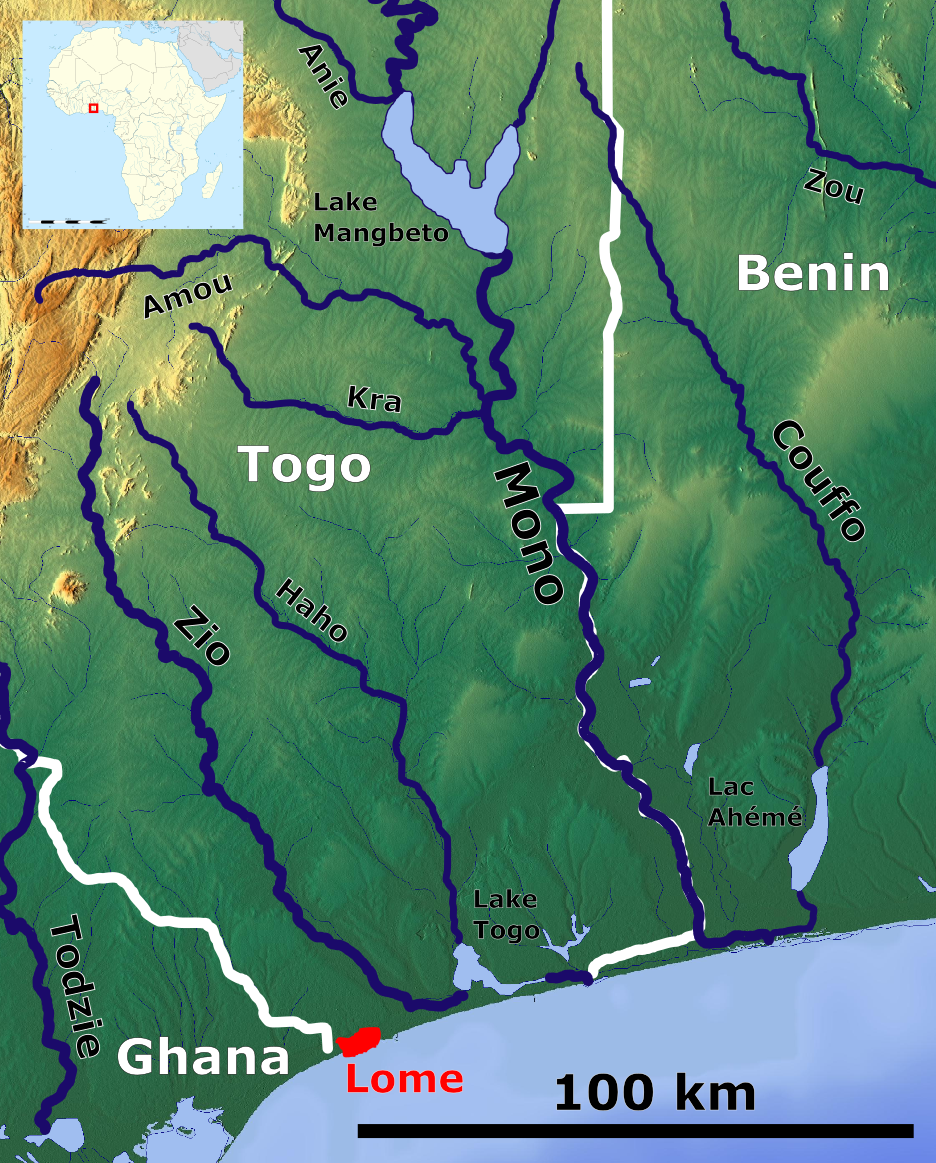
Río Couffo

El río Couffo o Kouffo es un río de Benín, en África Occidental. Discurre al oeste de forma paralela al río Ouemé, de norte a sur. Nace en Togo, pero la mayor parte de su recorrido lo hace por Benín en la frontera entre los departamentos de Kouffo y Zou.
Tiene una longitud en Benín de 125 km y desemboca en el lago Ahémé. Por la derecha, recibe al río Sahoua y al río Agougan, y por la izquierda, al río Honve.